# خوسيه جوروستيثا
خوسيه جوروستيثا ألكالا (بالإسبانية: José Gorostiza)‏ شاعر ودبلوماسي مكسيكي، وُلد في فيلاهيرموسا عاصمة تاباسكو في المكسيك في 10 نوفمبر عام 1901. شكل جزءًا من فريق المجلة الأدبية كونتمبورنيوس أو المعاصر في الفترة من عام 1928 حتى عام 1931، إضافة إلى اختياره عضوًا في الأكاديمية المكسيكية للغة عام 1954. خدم جوروستيثا في الولايات المكسيكية معظم حياته في مجالات حكومية ودبلوماسية عدة. وتُوفي في مدينة مكسيكو في 16 مارس عام 1973.

## أعماله
- أغاني للغناء في القوارب عام 1925
- الموت بلا نهاية عام 1939
- الشعر عام 1964
- النثر عام 1969

## الجوائز
- جائزة ماثتلان للأدب عام 1965.
- الجائزة الوطنية في العلوم والآداب في المكسيك عام 19682.[5]